# أحمد شلبي بن عبد الغني
أحمد شلبي بن عبد الغني الحنفي المصري (1085 - 1150 هـ/ 1675 - 1737 م)، هو فقيه صوفي وأديب مؤرخ وشاعر مصري، من أعيان المؤرخين المصريين في القرن الثامن عشر، ولد في القاهرة. أخذ العلم على يد والدة الشيخ الفقية عبد الغني الحنفي (ت. 1685م). تعلم في الازهر الشريف، من شيوخه محمد الزرقاني، وعبد الخالق السادات، الذي أخد عنه الطريقة الوفائية.

## مؤلفاته
- اوضح الاشارات فيمن تولى مصر القاهرة من الوزراء و الباشات: التاريخ العيني ؛ تقديم و تحقيق و ضبط و تصحيح عبد الرحيم عبد الرحمن عبد الرحيم. 1998م.[2]